# 야블로네츠나트니소우구

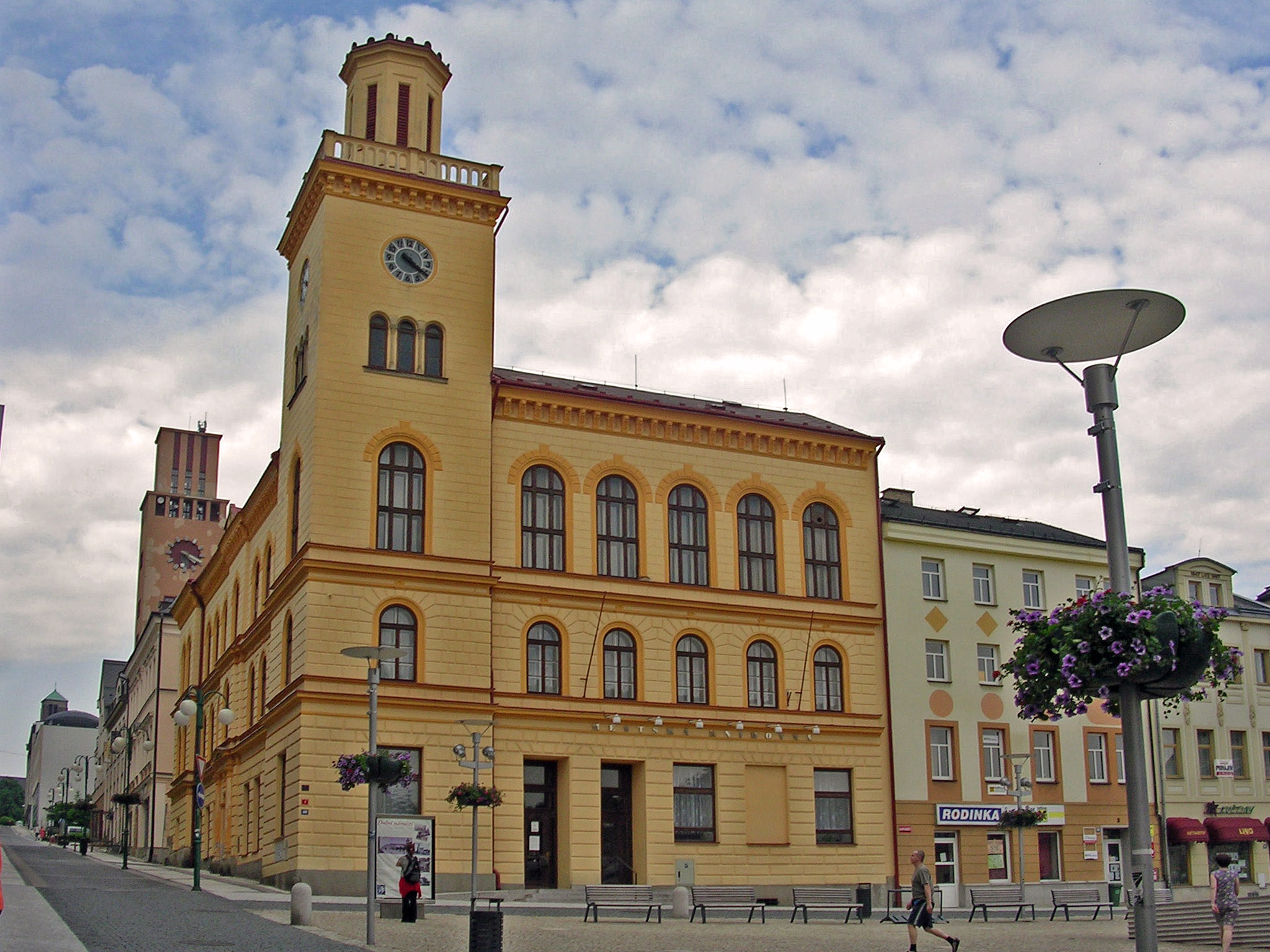
야블로네츠나트니소우구의 행정 중심지인 야블로네츠나트니소우

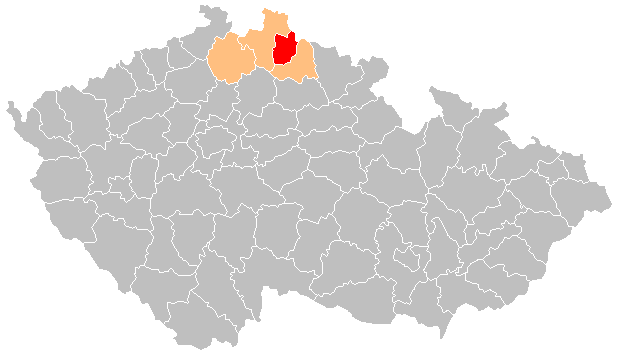
야블로네츠나트니소우구의 위치

야블로네츠나트니소우구(체코어: Okres Jablonec nad Nisou)는 체코 리베레츠주를 구성하는 4개 구 가운데 하나로 행정 중심지는 야블로네츠나트니소우이며 면적은 402.3km2, 인구는 90,528명(2019년 1월 1일 기준), 인구 밀도는 230명/km2이다.
리베레츠주 동부에 위치하며 35개 지방 자치체(10개 시, 25개 마을)를 관할한다. 리베레츠주 리베레츠구, 세밀리구와 접하며 북동쪽으로는 폴란드와 국경을 접한다.